# 拉惹勒南國際研究學院
拉惹勒南國際研究學院（英語：S. Rajaratnam School of International Studies，RSiS）成立於2007年1月，為新加坡南洋理工大學內部的自治學院，其前身為1996年7月由時任新加坡副總理兼國防部長陳慶炎成立之國防戰略研究所（Institute of Defence and Strategic Studies）。拉惹勒南國際研究學院為表彰拉惹勒南對新加坡的貢獻，即以其名作為學院的命名。

## 課程
RSIS主要為培養專攻國際事務的碩博士研究生，並由學者及業界專家擔任授課教師。到目前為止已有來自66個國家的畢業生，2010年開設與華威大學合作的雙碩士學位課程，分別於南洋理工大學及華威大學各學習一年。
- 亞洲研究碩士課程 (MSc, Asian Studies)
- 國際政治經濟學碩士課程 (MSc, International Political Economy)
- 國際關係學碩士課程 (MSc, International Relations)
- 戰略研究碩士課程 (MSc, Strategic Studies)
- 南洋理工大學-華威大學雙碩士學位課程 (NTU-Warwick Double Masters Programme)
- 高階人員在職進修課程 (Executive Programme)
- 博士課程 (Ph.D Programme)

## 研究中心
- 國防與戰略研究所 (Institute of Defence and Strategic Studies)
- 政治暴力與恐怖主義研究國際中心 (International Centre for Political Violence and Terrorism Research)
- 國家安全卓越中心 (Centre of Excellence for National Security)
- 非傳統安全研究中心 (Centre for Non-Traditional Security Studies)
- 多邊主義研究中心 (Centre for Multilateralism Studies)

## 外部連結
- 南洋理工大學拉惹勒南國際研究學院官方網站 （页面存档备份，存于）

1. ↑  . www.rsis.edu.sg.   [2023-08-14]. （原始内容存档于2024-01-15） （美国英语）.